# 妨碍球场 (板球)
阻碍防守是在板球运动中罕见的出局方式。

## 概念
第37条板球规则规定：
任一击球员如果故意地阻碍防守或通过语言以及行动使对方分心都会以阻碍防守而被判出局。如果任一击球员在没有获得外野手同意的情况下，在外野手触到球之后，故意地用球拍或者身体击打球，而不是用没有握球拍的手击打，那么这也将被视为阻碍防守
如果妨碍是事故性的，那就不算是故意的，因此，击球员也不能因为阻碍防守而被判出局。
此法规的第3段规定：
如果任一击球员想要阻止接杀而引起的妨碍或者使对方分心那么击球者出局。依据第34.3条法则（合法击球一次以上），即使击打者在合法保卫自己的三柱门的时候造成妨碍也同样算是阻碍防守。
第37条法规的前法规只是规定在板球锦标赛中这种 出局的方式。赖恩赫顿，1951年在英格兰对南非的椭圆形赛场上，球就砸到了他的球棒手柄上反弹了出去。当球朝着柱门飞去的时候，他把它击开了，妨碍了捕手罗素恩丁接杀。巧合地是，罗素恩丁是第一个在测试赛中因这样掌控球而判出局的。

## 第37条法则中的其他条款
如果任一击球员由于‘阻碍防守’而被判出局，那么除了当犯规阻止了接杀之外，在犯规之前所得的分，连同所有因坏球或者偏球而得的罚球附加分仍然有效.
在此情况下,投球手不能因三柱门而得分。

## 最早记录的案例
此案例发生于1792年8月27号星期一，在谢菲尔德举行的谢菲尔德板球俱乐部与本茨格林间的小型 赛事中。谢菲尔德在一场比赛中赢了10个三柱门，这得归于两个重要原因，即：这是在约克郡的第一次打满分的比赛，并且这也是最早的三局赛的案例。
这条消息来自谢菲尔德广告刊的G. B. Buckley于1792年8月所报道的。格林本茨的球员约翰肖恩在第一局赢了7分，却因“跑出场外而阻碍接杀”而被判出局。

## 特殊出局
一个击球员因“妨碍赛事”而出局是不寻常的。在国际板球赛事中，仅仅只有4例。
赖恩赫顿是唯一在锦标赛中因此而出局的。在单日国际赛中，Rameez Raja（1987年在卡拉奇巴基斯坦对抗英格兰）因避免那局比赛最后一球时被截杀,用球拍将球击飞, 因此以妨碍接杀而被判出局，莫欣德尔阿玛南斯（1989年在阿默达巴德印度对抗斯里兰卡）因避免被截杀,而将球踢开, 因而被判出局。最近的因此而被判出局的击球员是2006年2月6日巴基斯坦首届印度对抗巴基斯坦的哈奇杯单日国际赛上的Inzamam-ul-Haq。Inzamam把球击向中间之后，印度苏雷什雷纳又把它击回到击球者那端，Inzamam用他的球拍使其停了下来。裁判Simon Taufel判其因越线踩柱门线而出局。

## 因“阻碍防守”出局的击球员名单
在单日国际板球赛中因“阻碍防守”出局的完整击球员名单
| 单日国际板球赛阻碍防守出局人员 | 单日国际板球赛阻碍防守出局人员 | 单日国际板球赛阻碍防守出局人员 | 单日国际板球赛阻碍防守出局人员 | 单日国际板球赛阻碍防守出局人员 | 单日国际板球赛阻碍防守出局人员 |
| 编号                           | 击球手                         | 国籍                           | 对抗方                         | 比赛地                         | 日期                           |
| ------------------------------ | ------------------------------ | ------------------------------ | ------------------------------ | ------------------------------ | ------------------------------ |
| 1                              | Rameez Raja                    | 巴基斯坦                       | 英格兰                         | 拉合尔, [巴基斯坦]]            | 1987年11月                     |
| 2                              | Mohinder Amarnath              | 印度                           | 斯里兰卡                       | 阿默达巴德, 印度, India        | 1989年10月                     |
| 3                              | Inzamam-ul-Haq                 | 巴基斯坦                       | 印度                           | 白沙瓦, 巴基斯坦               | 2006年2月6日                   |

## 请参阅
板球比赛规则